# Xiphinemella chambersi
Xiphinemella chambersi är en rundmaskart. Xiphinemella chambersi ingår i släktet Xiphinemella och familjen Dorylaimidae. Inga underarter finns listade i Catalogue of Life.